# Cesnivka, Hmilnîk
Cesnivka (în ucraineană Чеснівка) este un sat în comuna Lîpeatîn din raionul Hmilnîk, regiunea Vinnița, Ucraina.

## Demografie
Componența lingvistică a localității Cesnivka
     Ucraineană (99,29%)
     Alte limbi (0,71%)
Conform recensământului din 2001, majoritatea populației localității Cesnivka era vorbitoare de ucraineană (99,29%), existând în minoritate și vorbitori de alte limbi.